# Thaa

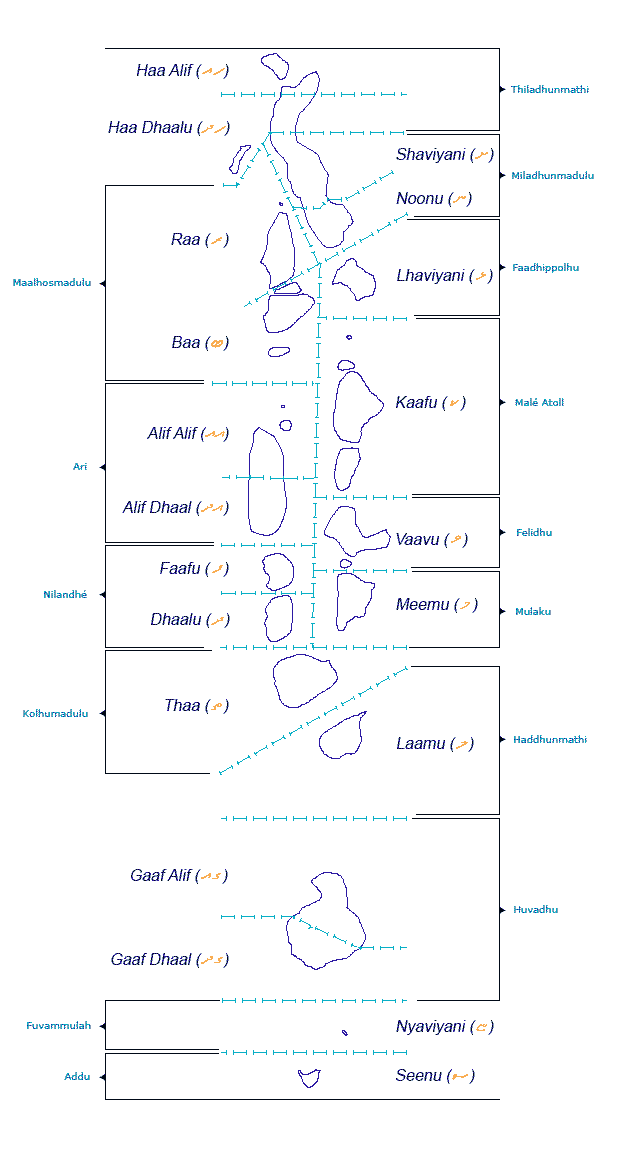
Podział administracyjny Malediwów

Thaa – atol administracyjny, jedna z 21 jednostek administracyjnych Malediwów. Oficjalna nazwa to: Kolhumadulu.

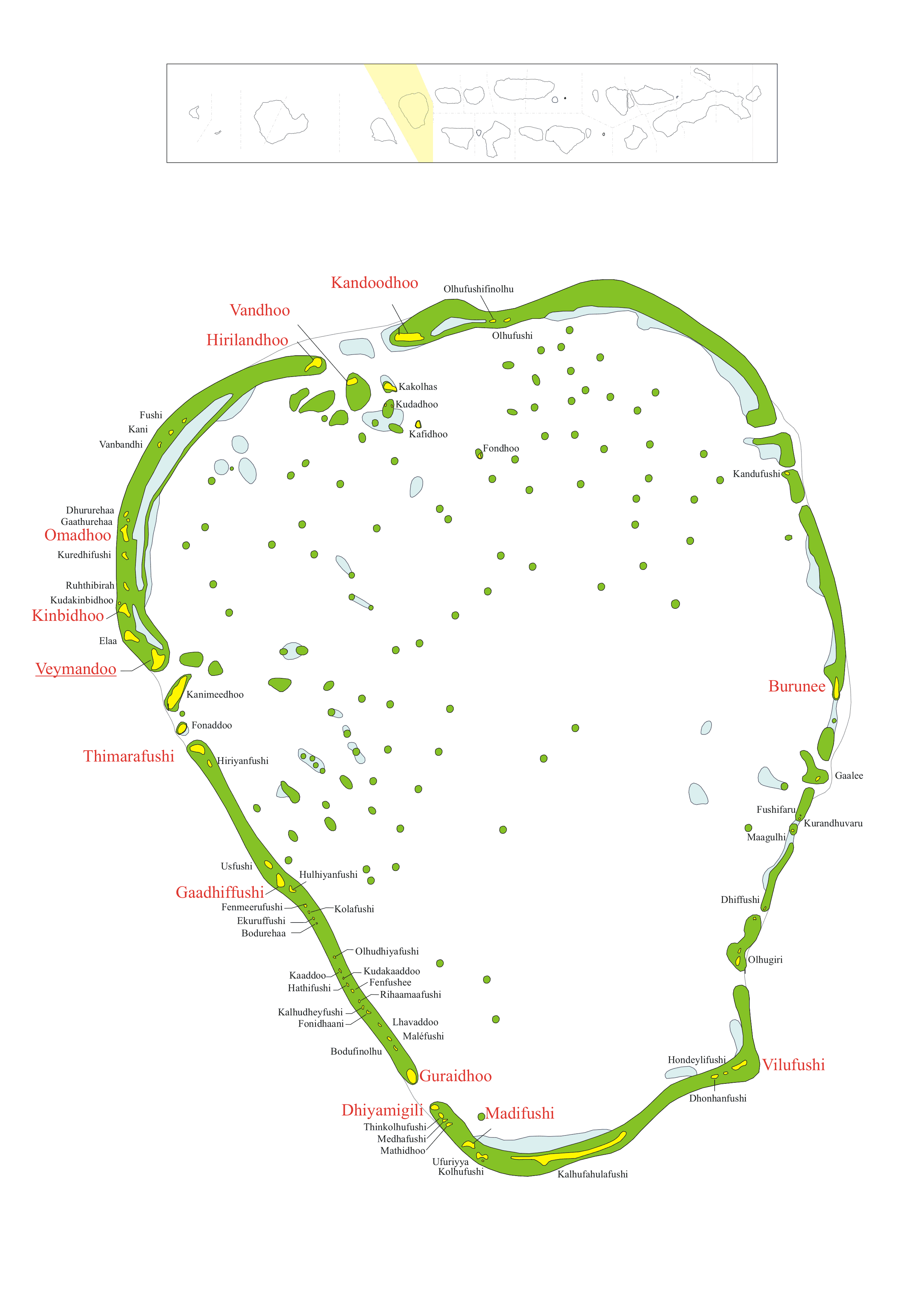
Thaa

Obejmuje swym terytorium atol Kolhumadulu, a jego stolicą jest Veymandoo. W 2006 zamieszkiwało tutaj 8493 osób.